# Щепин, Юрий Фёдорович
Ю́рий Фёдорович Ще́пин (род. 29 ноября 1938) — советский и российский военачальник. Участник боевых действий в Приднестровском районе Молдавии. Начальник штаба — первый заместитель командующего войсками Центральной группы войск, генерал-лейтенант.

## Биография
Ранние годы
Родился 29 ноября 1938 года (по паспорту 29.11.1939) в Комсомольске-на-Амуре в семье военнослужащего. Отец Щепин Фёдор Денисович, активный участник Великой Отечественной войны, гвардии старшина командир взвода снабжения 3-го стрелкового батальона 172-го гвардейского стрелкового полка 54-й гвардейской стрелковой дивизии, погиб 26 апреля 1945 года в Берлине.
Начало военной службы
- 23 августа 1958 года призван в ряды Советской Армии ВС СССР Тогучанским РВК.
- 23.8.1958—5.9.1959 — курсант Омского высшего общевойскового командного училища (СибВО)
- 27 октября 1958 года принял военную присягу.
- 5.9.1959—29.7.1962 — курсант Дальневосточного высшего общевойскового командного училища[1] (ДВО)
- 1962—1965 — лейтенант, командир разведывательного взвода 158-й отдельной разведывательной роты 56-й мсд, с 17.11.1964 33-й мсд (отдалённая местность о. Сахалин), 2-й армейский корпус ДВО
- 1965—1967 — заместитель командира 158-й отдельной разведывательной роты[2]
- 1967—1969 — командир 158-й отдельной разведывательной роты 33 мсд ДВО
- 1969—1972 — учёба на основном факультете Военной академии имени М. В. Фрунзе, диплом по специальности командно-штабной оперативно-тактической общевойсковой
- 1972—1973 — командир мотострелкового батальона 280 гв. мсп (18-я гвардейская мотострелковая дивизия, ЦГВ[3]
- 1973—1975 начальник штаба — 1-й заместитель командира 278 гв. мсп (18-я гвардейская мотострелковая дивизия)
- 1975—1977 — командир 280-го гв. мсп 18-й гв. мсд
- 9.8.1977—29.7.1979 начальник штаба — 1-й заместитель командира 17 гв. мсд
- 1979—1981 — учёба в Военной академии Генерального штаба Вооружённых сил СССР им. К. Е. Ворошилова с дипломом по специальности командно-штабная оперативно-стратегическая

На высших должностях
- 2.3.1983—13.6.1985 — командир 135-й мотострелковой дивизии
- 13.6.1985—16.7.1987 — командир 43-го армейского корпуса
- 16.7.1987—25.6.1989 начальник штаба — первый заместитель командующего войсками Центральной группы войск[4] (ЧССР)
- 25.8.1989—2.8.1992 — главный военный советник в Монгольской Народной Республике (Улан-Батор)
- 4.11.1992—8.1.1993 — Командующий миротворческими силами в Приднестровье
- 28 апреля 1993 года уволен в запас по ст. 59-й п. «В» — по сокращению штатов с объявлением благодарности (Приказ Министра обороны Российской Федерации от 24.3.1993 № 0232)

После службы
С 2003 года в отставке. Живёт и работает в Майкопе Республики Адыгея. Ведущий инспектор группы инспекторов Объединённого стратегического командования Южного военного округа (2012 - 2022).
9 мая 2020 года награждён Президентом РФ В. В. Путиным памятной медалью "75 лет Победы в Великой Отечественной войне 1941—1945 годов" за активное участие в патриотическом воспитании граждан и решении социально-экономических проблем ветеранов Великой Отечественной войны 1941-1945 гг.

## Семья
- Отец — Щепин Фёдор Денисович (1916—1945). Командир взвода, старшина сверхсрочной службы, погиб в Берлине 29 апреля 1945 года
- Мать — Щепина Таисия (1917—1943). Урождённая Реченкова. Медицинский работник (фельдшер).
- Жена — Щепина Тамара Петровна (15.8.1940). Урождённая Кайгородова. Окончила Южно-Сахалинский государственный институт (историко-филологический факультет). Отец — Кайгородов Пётр Еремеевич (1906—1942). Участник Великой Отечественной войны. Погиб в 1942 году. Мать Кайгородова Марфа Ивановна (1917—2012). Урождённая Скибина. Брат- Валентин (10.4.1937)
- Сын — Юрий Юрьевич Щепин (1968—1995), капитан, командир танковой роты 131-й отдельной мотострелковой бригады погиб в Грозном 2 января 1995 года[5]. Жена Щепина Елена Николаевна. Урождённая Гальчишак. Дочь — Щепина Тамара Юрьевна (родилась в 1991 году), регионовед.

Щепин Фёдор Денисович (1917-1945)
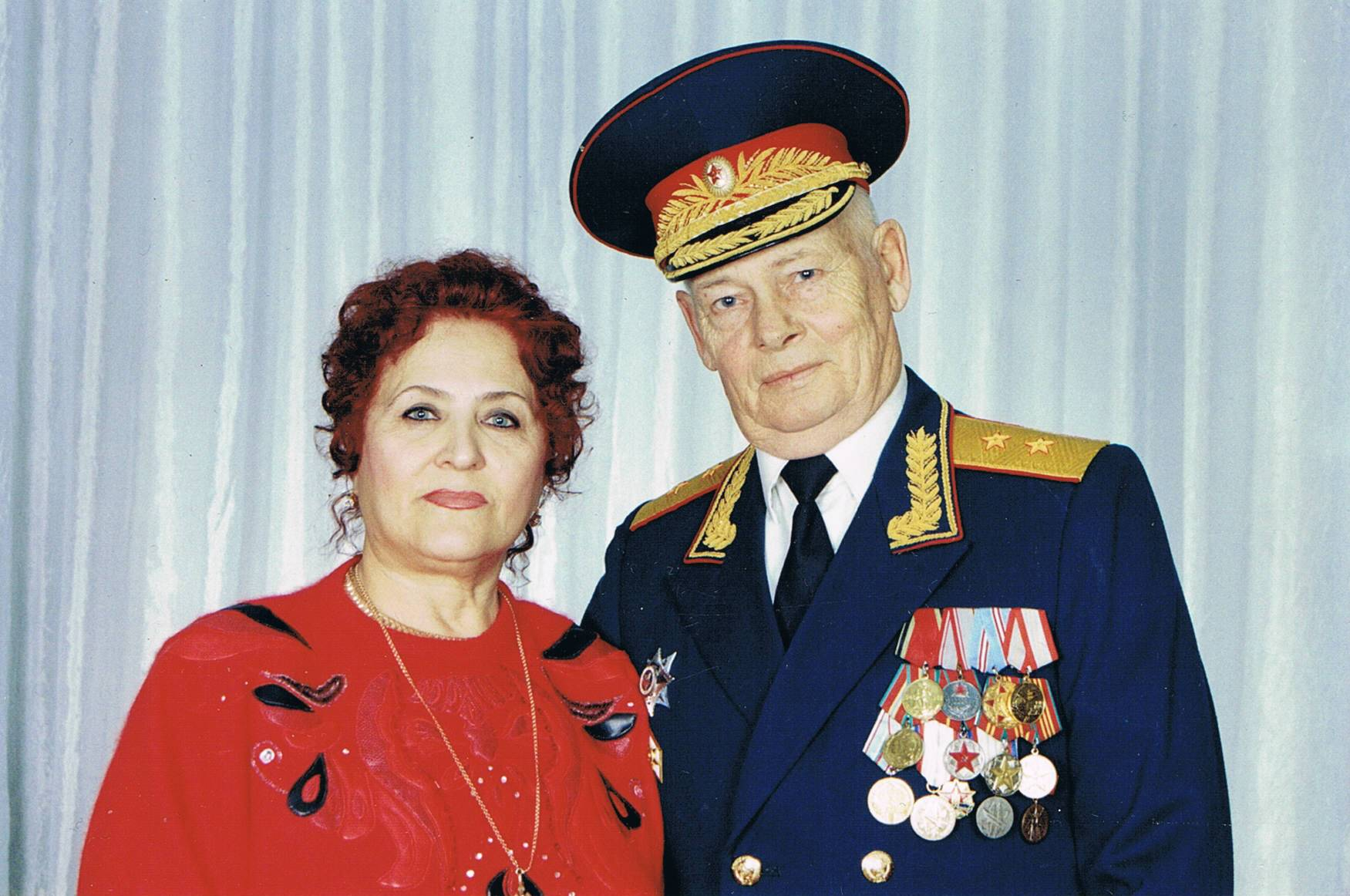
Щепины Тамара Петровна и Юрий Фёдорович. Майкоп 2013.
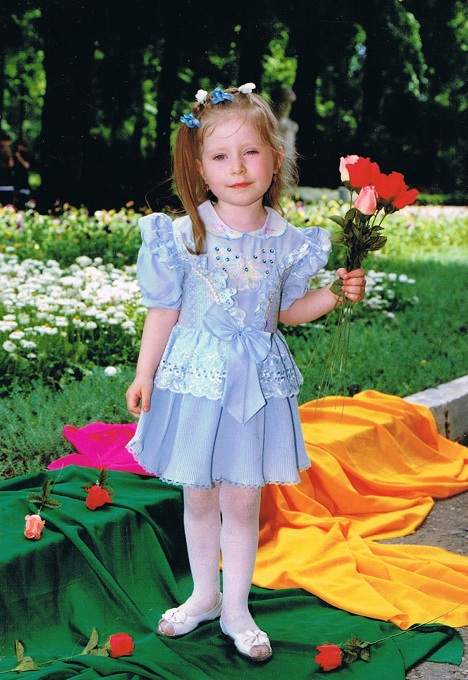
Внучка Тамара Щепина Майкоп 1995

## Награды
- Орден «За службу Родине в Вооружённых Силах СССР» 3-й степени
- Медаль «За боевые заслуги»
- Медаль «В ознаменование 100-летия со дня рождения Владимира Ильича Ленина» (6 апреля 1970[6])
- Медаль «За укрепление боевого содружества»
- Юбилейная медаль «Двадцать лет Победы в Великой Отечественной войне 1941—1945 гг.»
- Юбилейная медаль «300 лет Российскому флоту»
- Медаль «Ветеран Вооружённых Сил СССР»
- Юбилейная медаль «50 лет Вооружённых Сил СССР»
- Юбилейная медаль «60 лет Вооружённых Сил СССР»[7]
- Юбилейная медаль «70 лет Вооружённых Сил СССР»[8]
- Медаль «За безупречную службу» I степени
- Медаль «За безупречную службу» II степени
- Медаль «За безупречную службу» III степени
- Медаль «За ратную доблесть»
- Медаль «Слава Адыгеи» (2018)[9]- высшая награда Республики Адыгея
- и другие.
- Почётный ветеран соединения (9-я мсд, 131-я омсбр, 7-я вб)

## Галерея

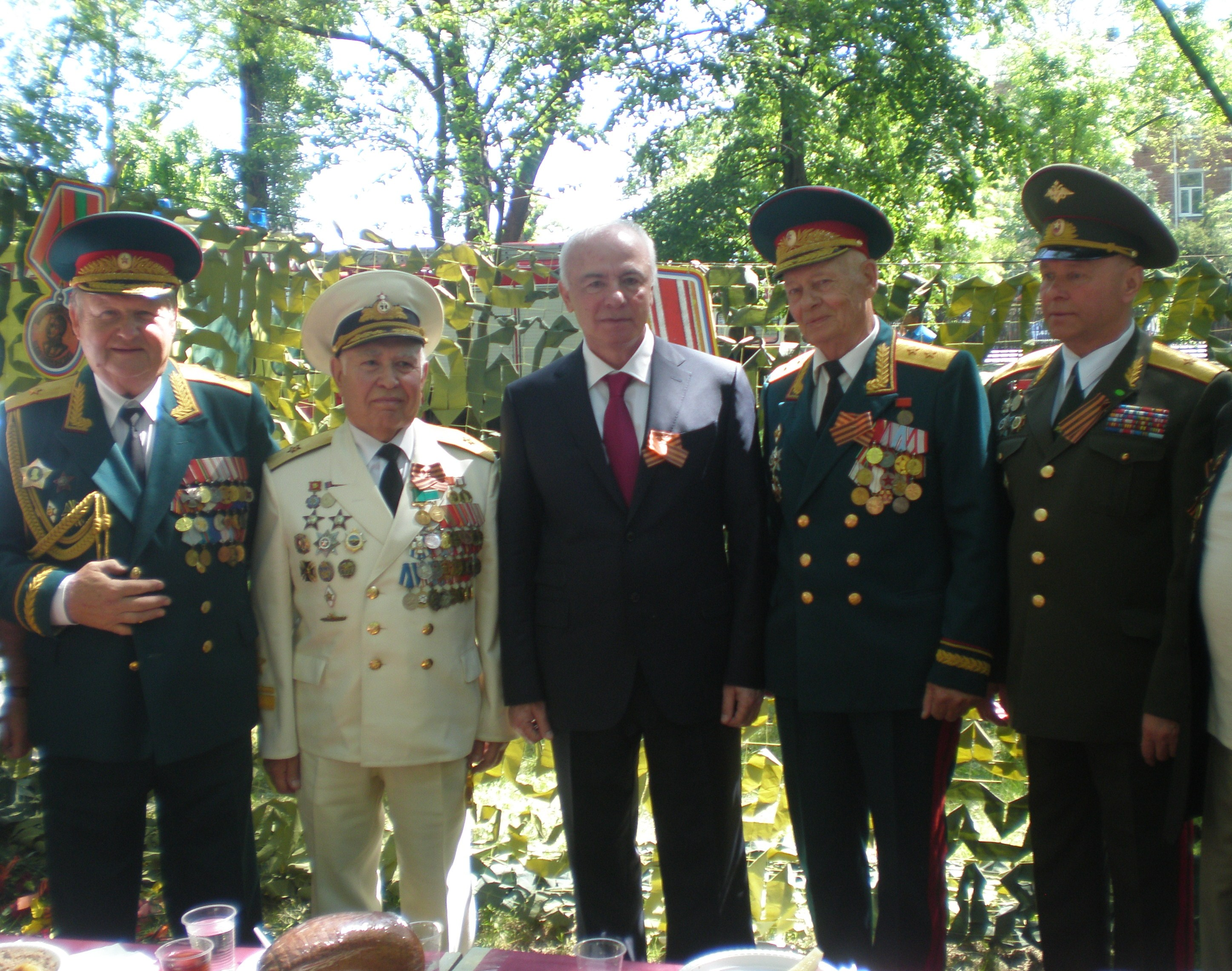
Глава Республики Адыгея Тхакушинов А. К. с генералами инспекторами Дорофеев А. А., контр-адмирал Тхагапсов М. М. генерал-лейтенант Щепин Ю. Ф. генерал-майор Колягин Ю. Н. День Победы в Майкопе. 2013.
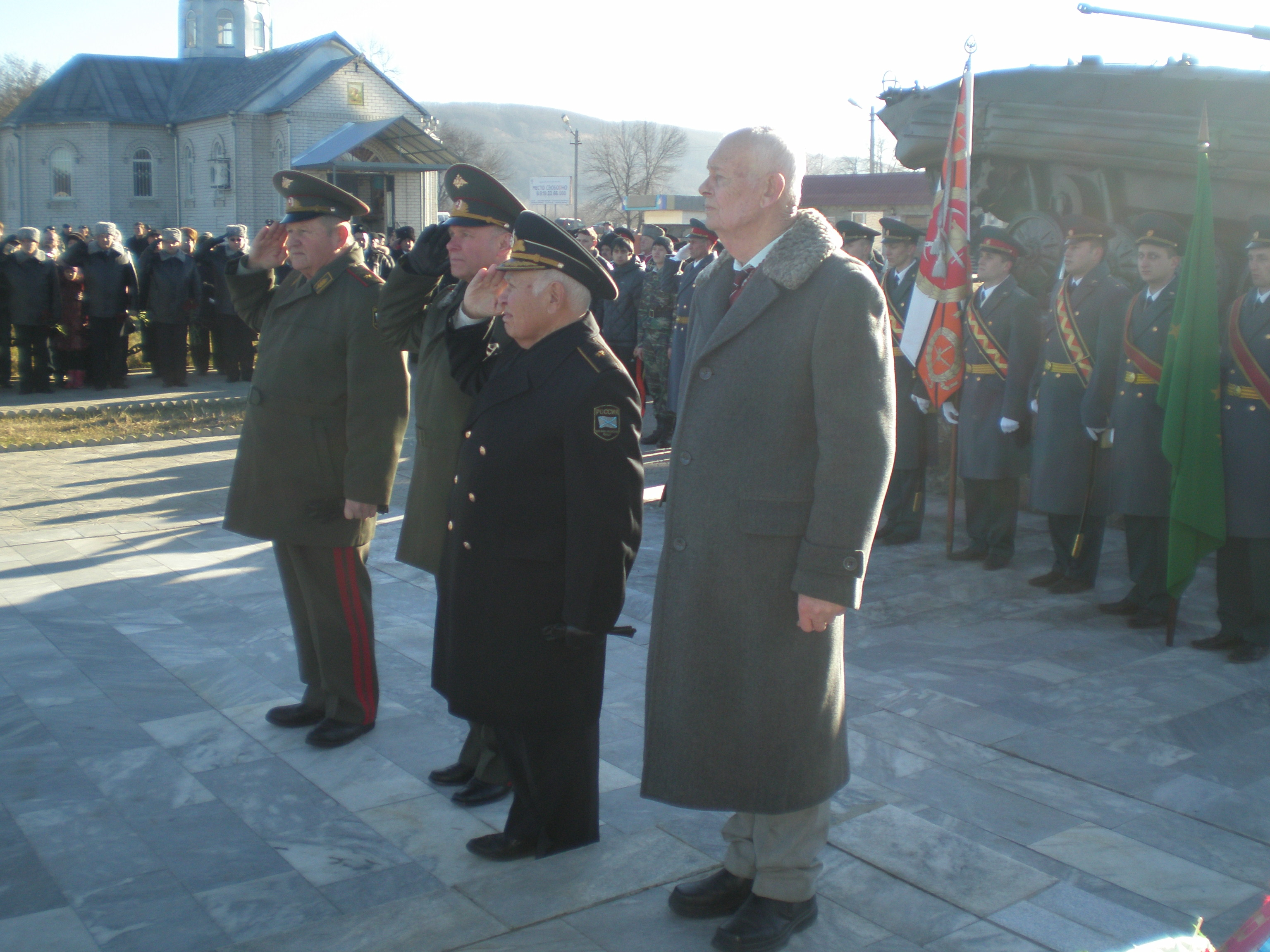
В День памяти погибших в локальных конфликтах у Памятника воинам бригады. Генералы Дорофеев А. А., Колягин Ю. Н., Тхагапсов М. М., Щепин Ю. Ф. Майкоп 2 января 2013 года.
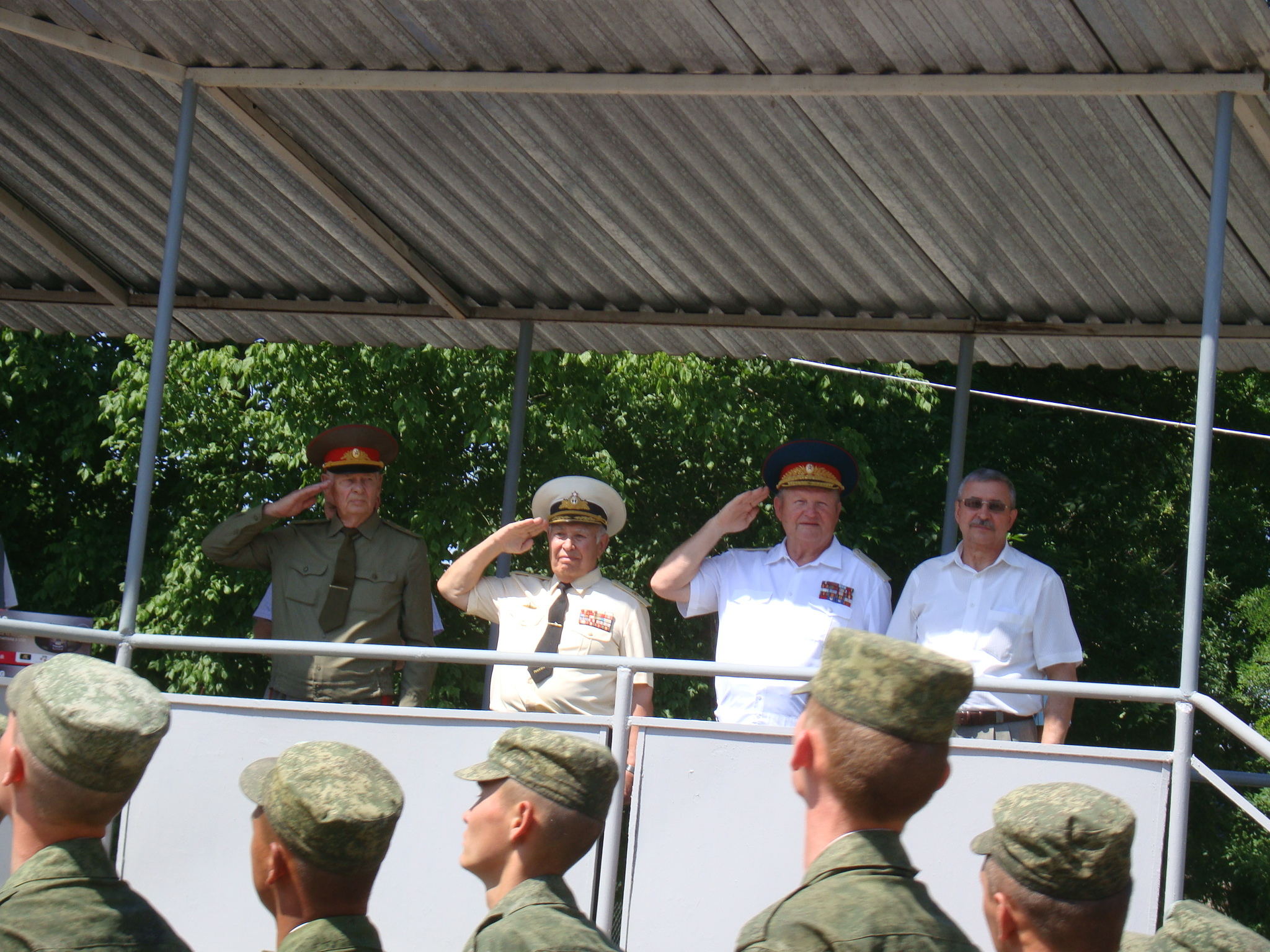
Осокин А. Я. 33-я  омсбр (г) Майкоп 2013.
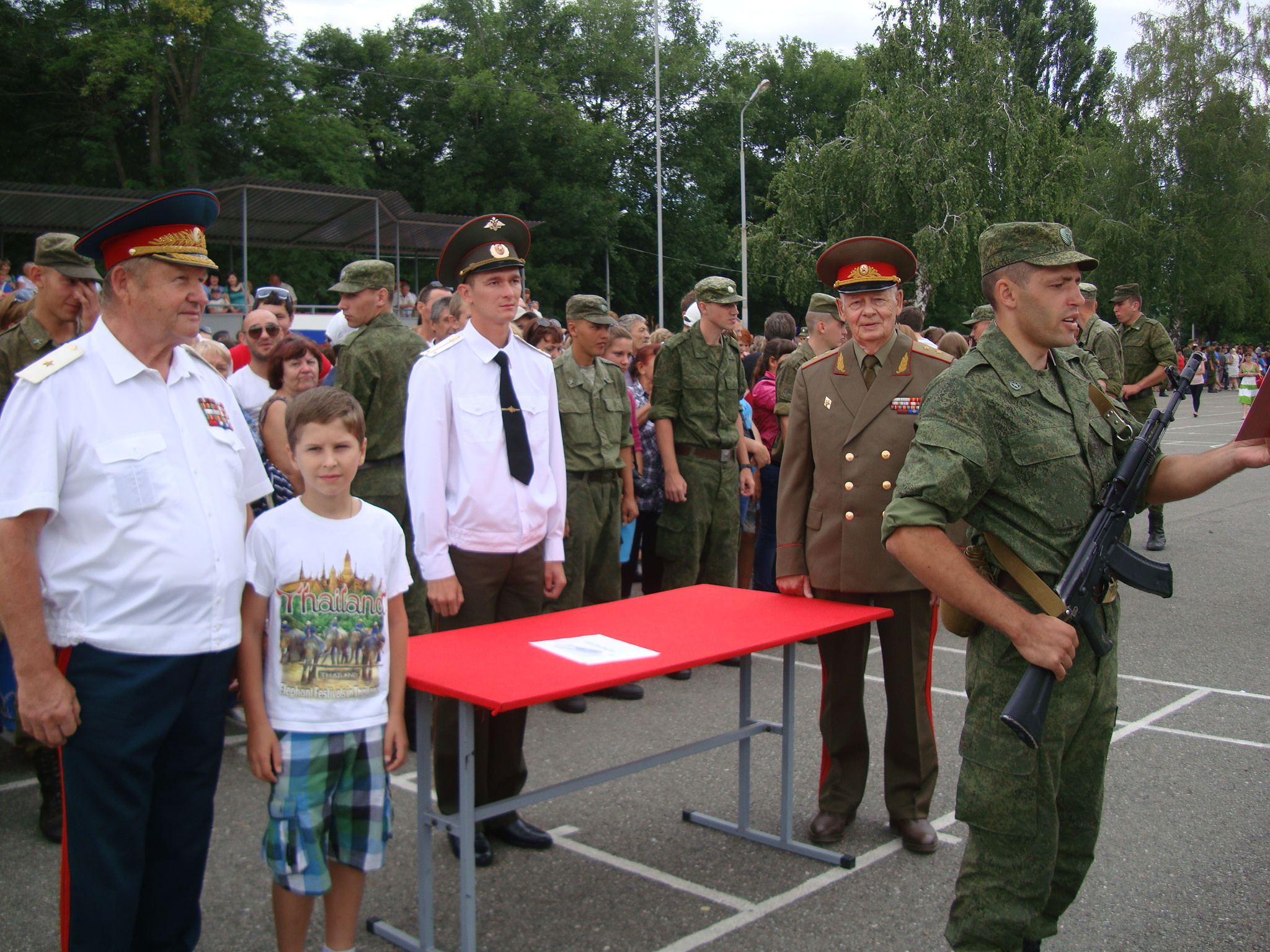
На присяге в 33-й омсбр. 28.07.13 Майкоп.  Генерал-майор Дорофеев А. А. и генерал-лейтенант Щепин Ю. Ф.
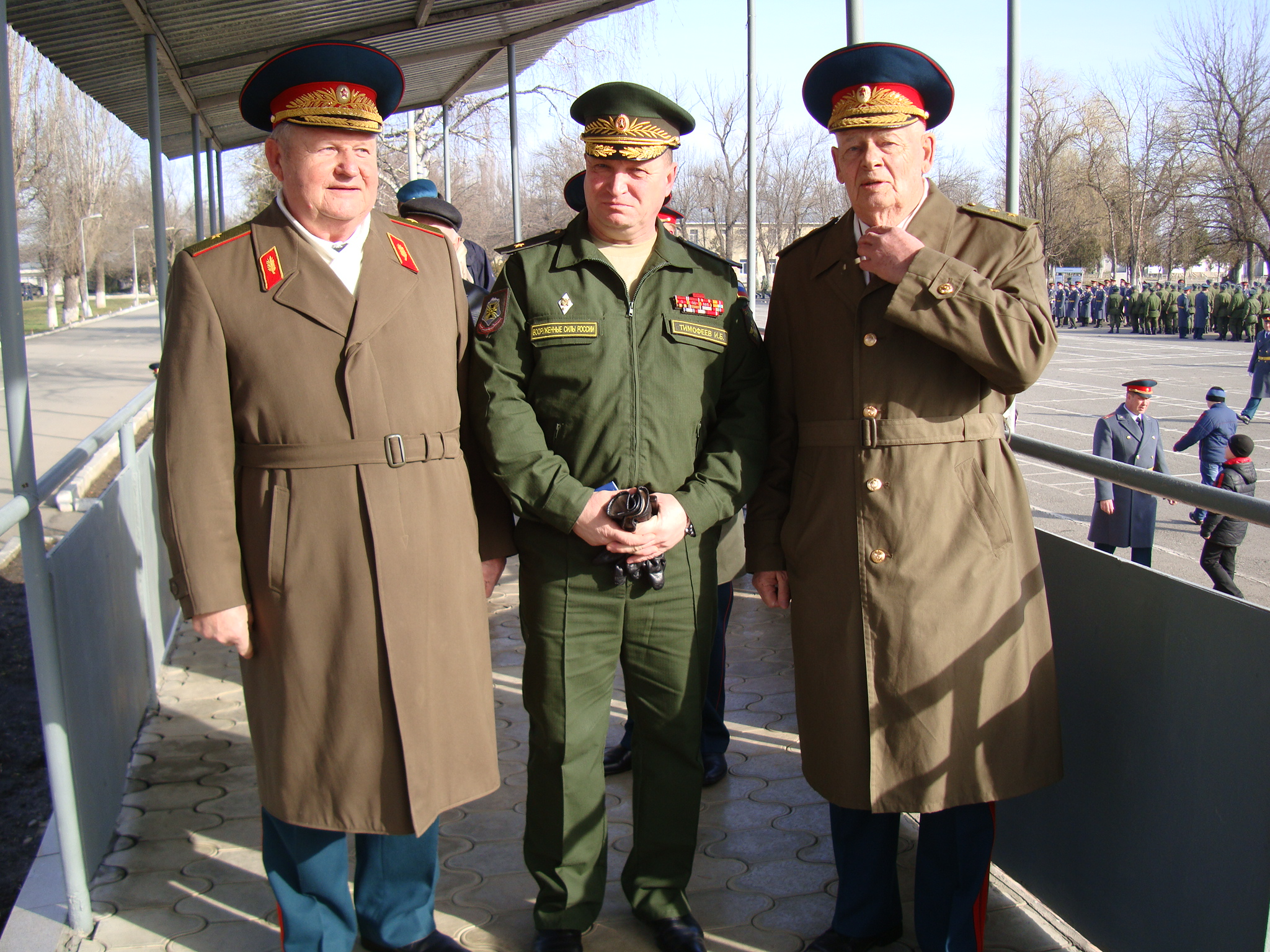
День Защитника Отечества. Генералы Дорофеев А. А., Тимофеев И. Б. и Щепин Ю. Ф. в 33-й омсбр (г) 23.2.2014.
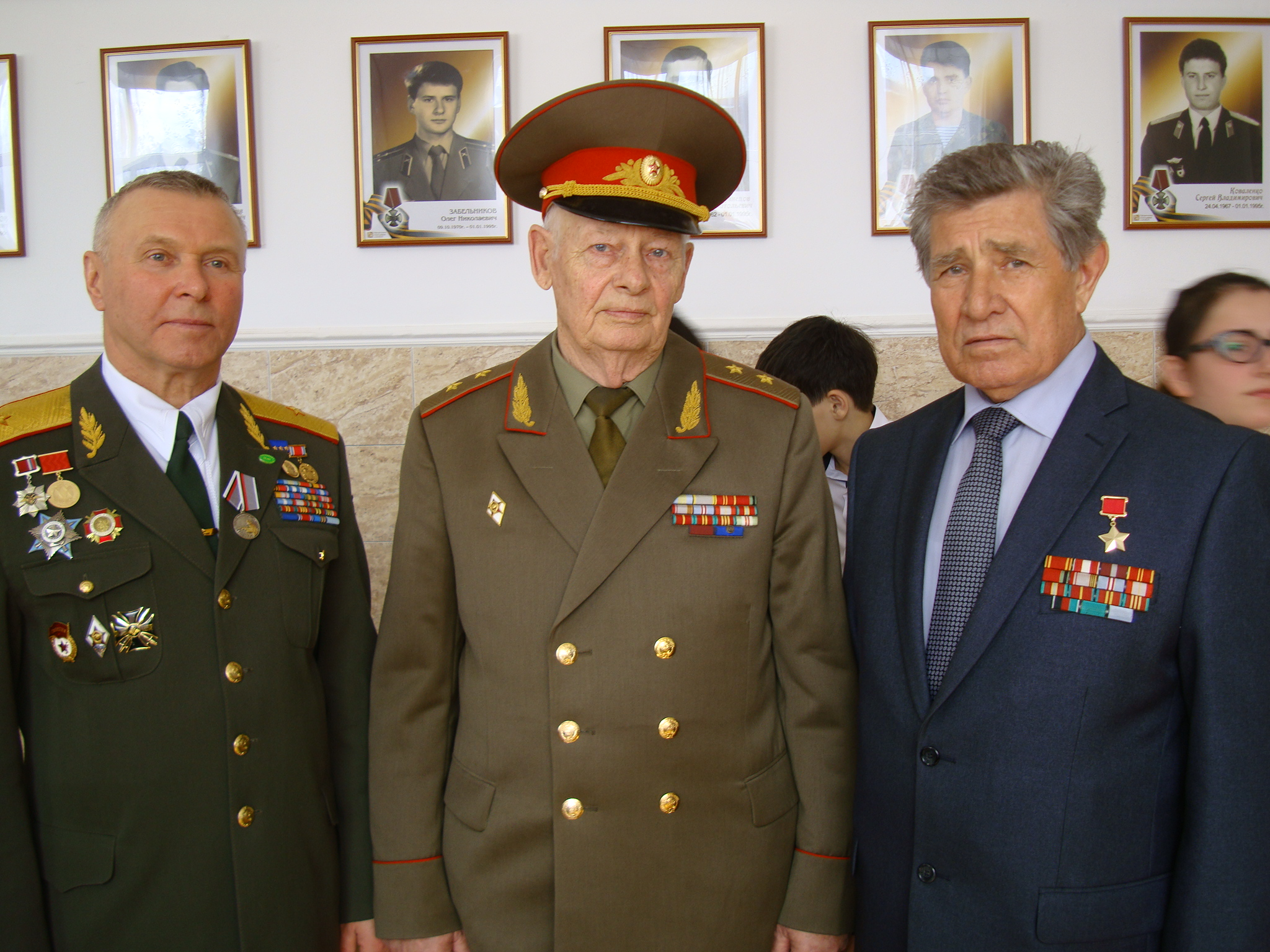
Генералы Ю. Колягин, Ю. Щепин и Герой Советского Союза Г. Хаустов Майкоп 2015.
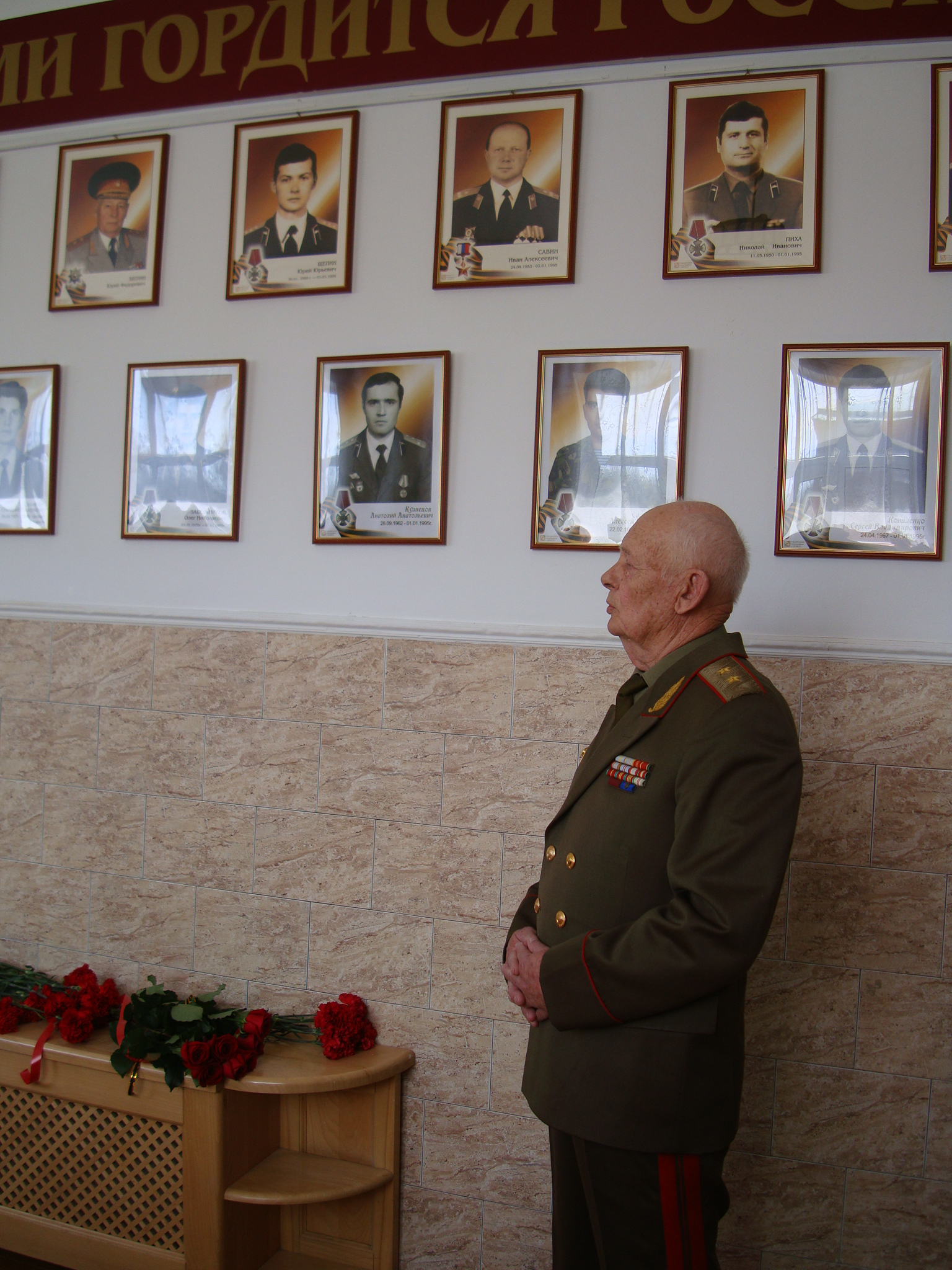
Юрий Щепин На уроке Мужества в 5-й Гимназии г. Майкоп 2015
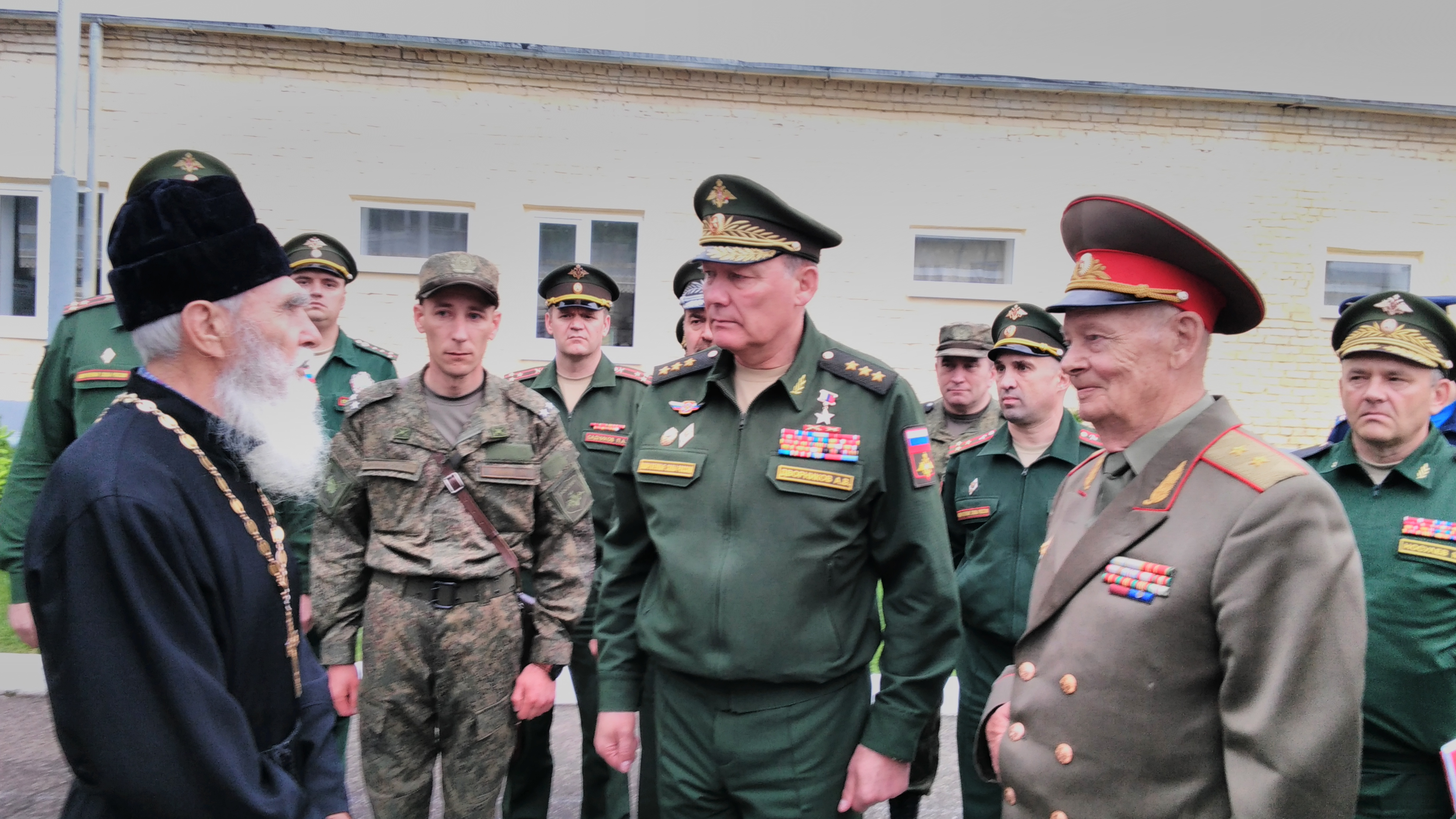
Священослужитель отец Борис, Дворников А. В. и Щепин Ю. Ф. в 99 обр МТО. 18.5.17
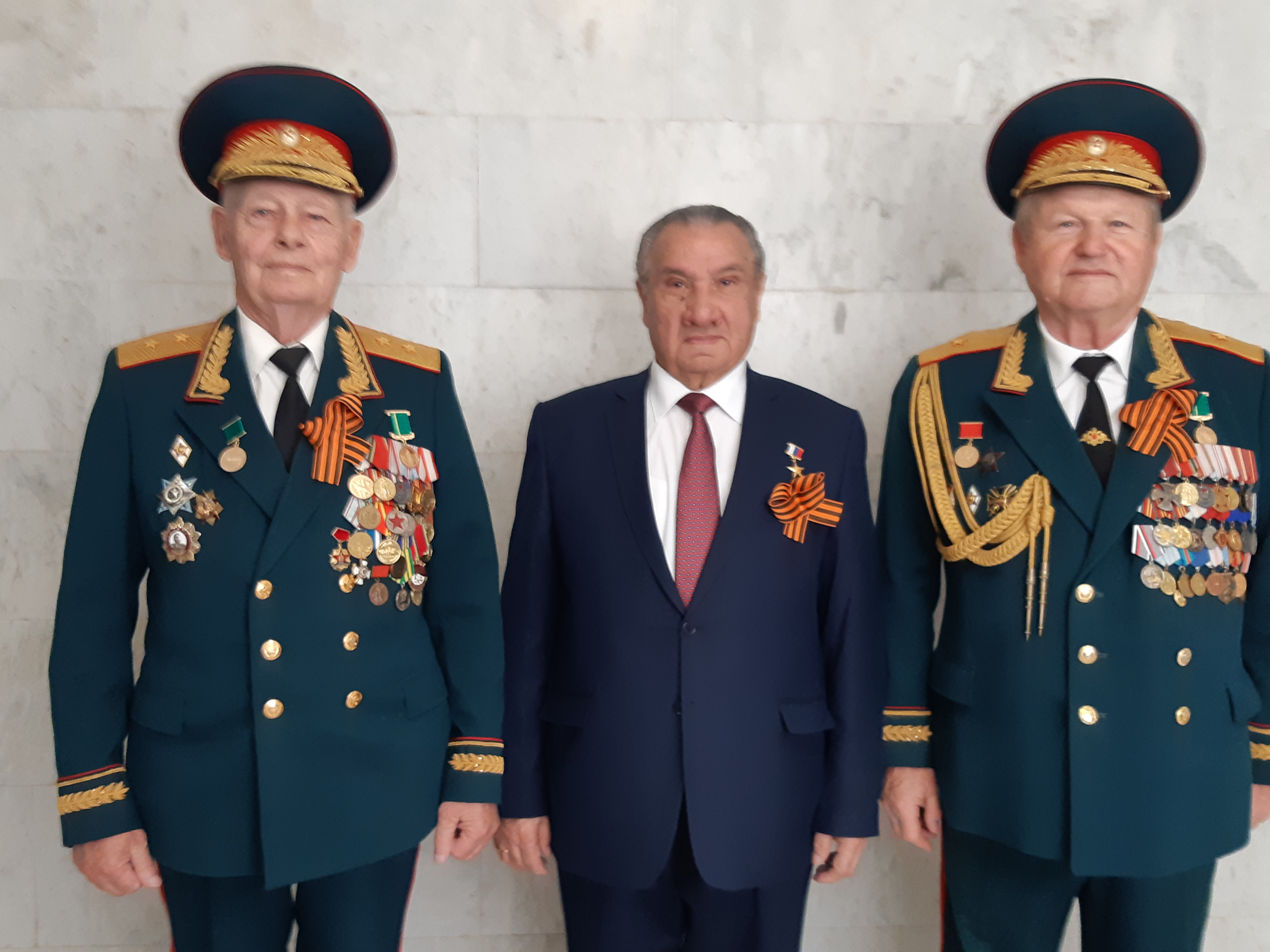
И.Машбаш с генералами Ю.Щепиным и А.Дорофеевым
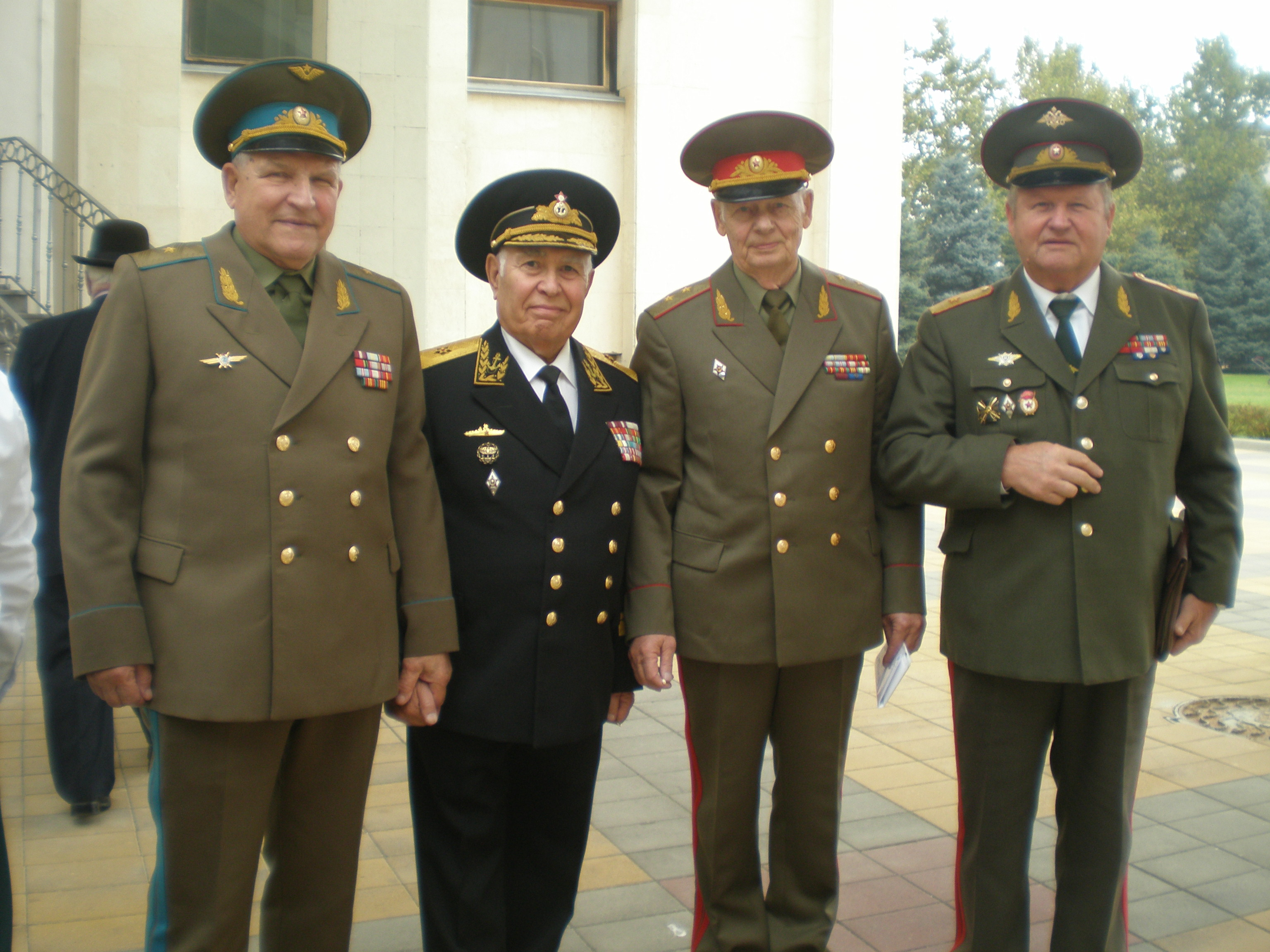
Инспекторы генералы Саленко Ю. М.,(к/адмирал) Тхагапсов М.М., Щепин Ю.Ф. и Дорофеев А.А. на пленуме Ветеранов РА. Майкоп 2012.
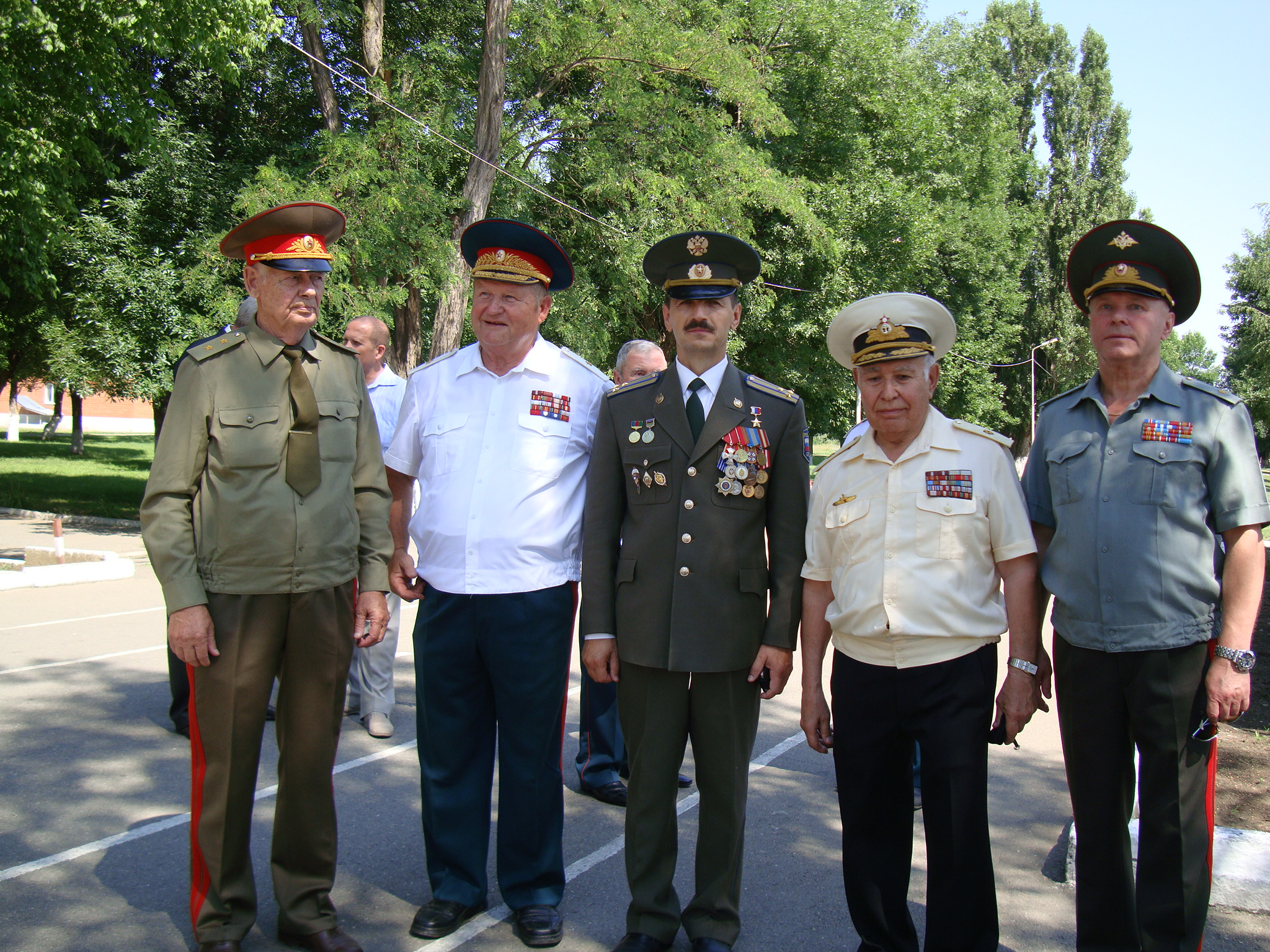
Генералы Щепин Ю. Ф., Дорофеев А. А., Герой России Шендрик Е. Д., контр-адмирал Тхагапсов М. М., генерал-майор Колягин Ю. Н., 33-я отдельная мотострелковая бригада, Майкоп 2013.